# Gratius ex ipso fonte bibuntur aquae
La locuzione latina Gratius ex ipso fonte bibuntur aquae, tradotta letteralmente, significa "Le acque si bevono meglio dalla fonte stessa" (Ovidio, Epistulae ex Ponto, III, 5, 18).
La vera conoscenza, secondo il poeta, deriva da fonti chiare e sicure e non da informazioni di seconda mano, equiparate all'acqua putrida degli stagni.